# ウラナミシジミ
ウラナミシジミ（裏波小灰蝶、Lampides boeticus）は、シジミチョウ科ヒメシジミ亜科に分類されるチョウの一種。アフリカ、ユーラシア大陸、オーストラリアまで広く分布するシジミチョウで、日本では秋に各地で見られる。

## 概要
成虫の前翅長は15-20ミリメートルほど。翅の裏には薄い褐色と白のしま模様があり、和名はここに由来する。翅の表は光沢のある青色に黒褐色の縁取りがあるが、オスが青色部分が広いのに対し、メスは青色部が少なく、黒褐色が大部分を占める。また、後翅の後端には黒い斑点が2つあり、2つの斑点の間には細い尾状突起が突き出ている。この黒い斑点と尾状突起は複眼と触角に似ていて、頭部に似た模様をもつことで身体の方向や頭部の位置について敵の目をあざむいていると考えられている。

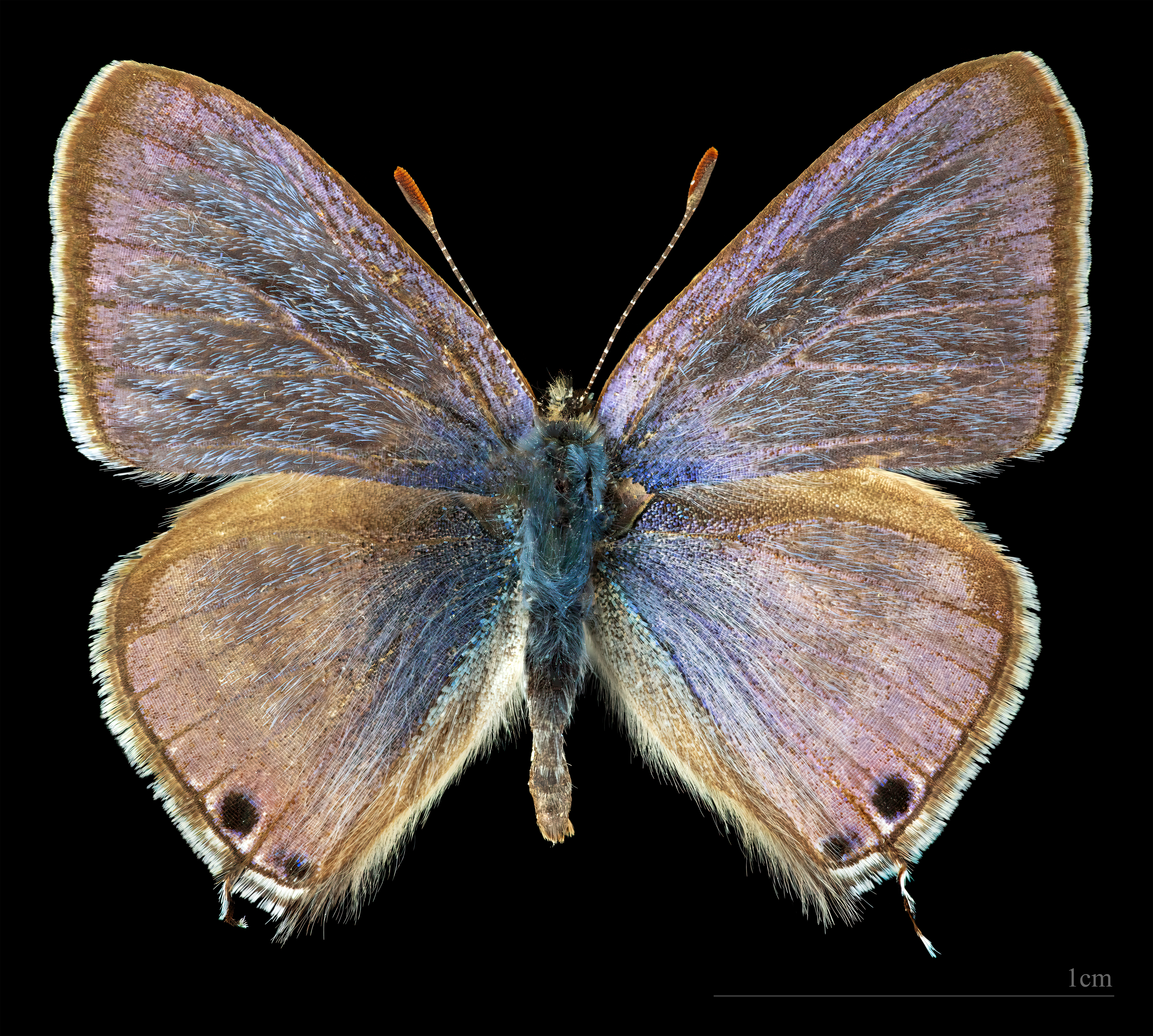
Lampides boeticus ♂
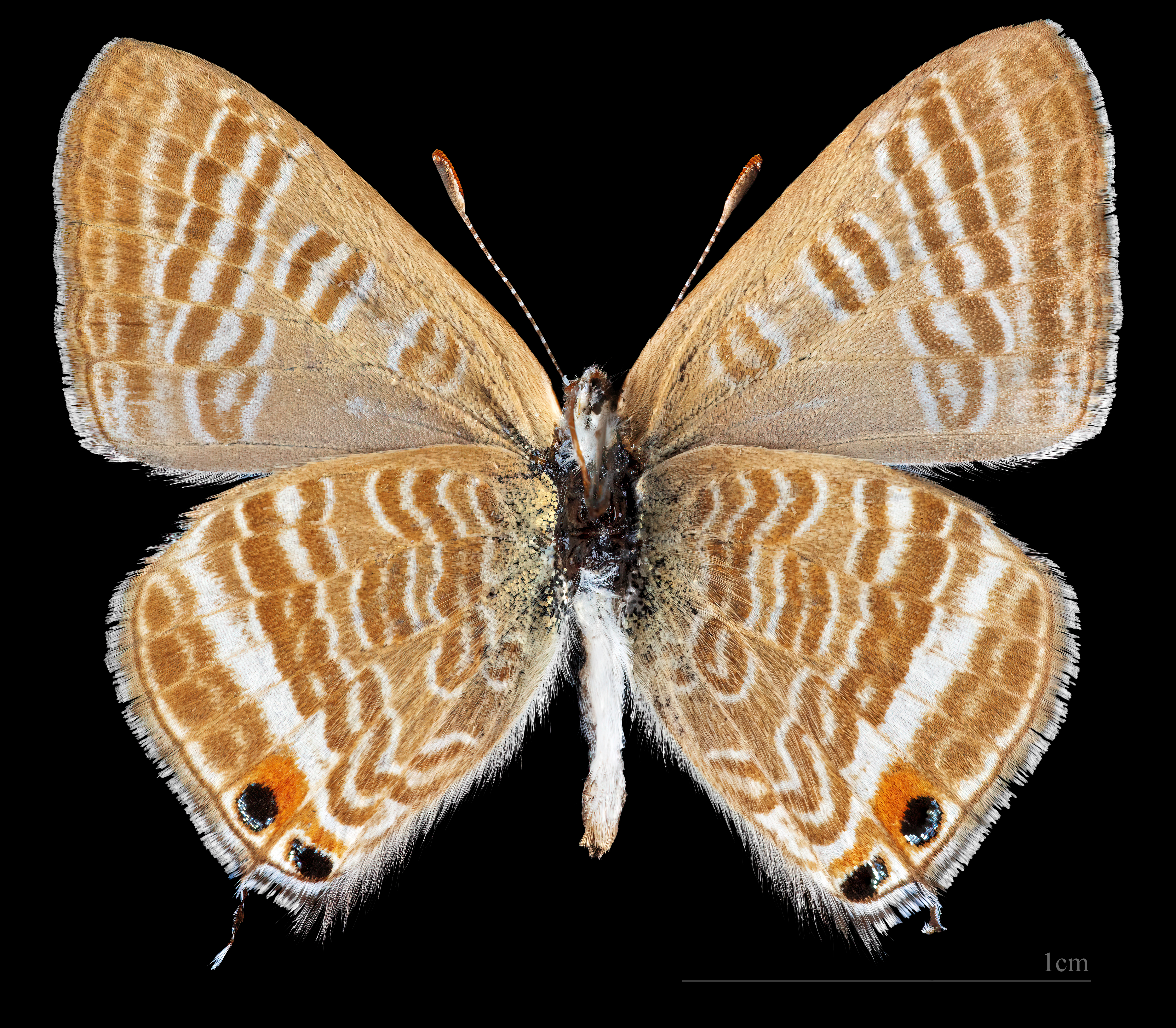
Lampides boeticus ♂  △

## 生態
日本では北海道南部以南で広く見られ、日本以外でもアフリカ、ヨーロッパ、アジア、オーストラリアまで広く分布する。もともと熱帯・亜熱帯に分布するが、移動性が高いチョウで、春から秋にかけて温帯域に分布を広げ、冬には寒さのため死滅するというサイクルを繰り返している。日本でも西日本の温暖な地域では1年中見られるが、東日本では夏から秋にかけてが多く、冬から春にはあまり見られない。
日当たりの良い草原に生息する。幼虫はエンドウ、アズキ、クズなど、野菜・山野草を問わずマメ科植物を幅広く食べる。そのため手入れが行われないマメ畑や、クズの生い茂った荒地などではウラナミシジミが多く飛び交う場合がある。成虫が飛ぶ姿はヤマトシジミなどに似るが、やや大きくて飛ぶのが速いので見分けがつく。
幼虫は太くて短いイモムシ状で、マメ科植物の芽や花、若い果実などを食べながら成長する。

## ギャラリー

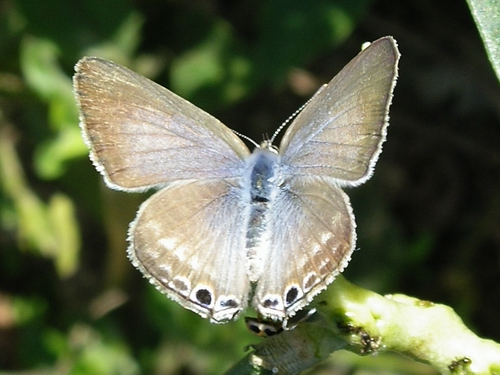
ウラナミシジミのメス
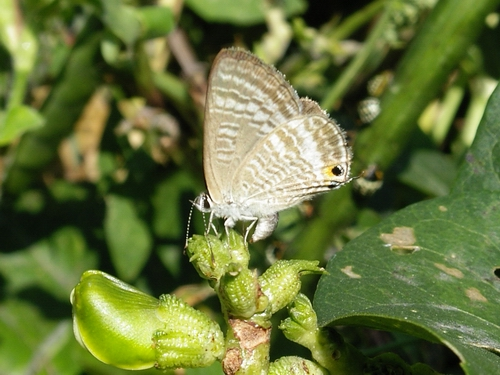
産卵するメス
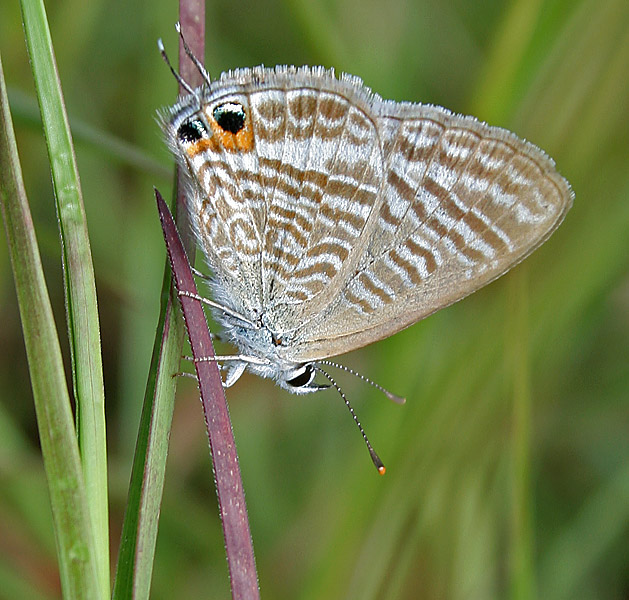
インドのハイデラバードにて
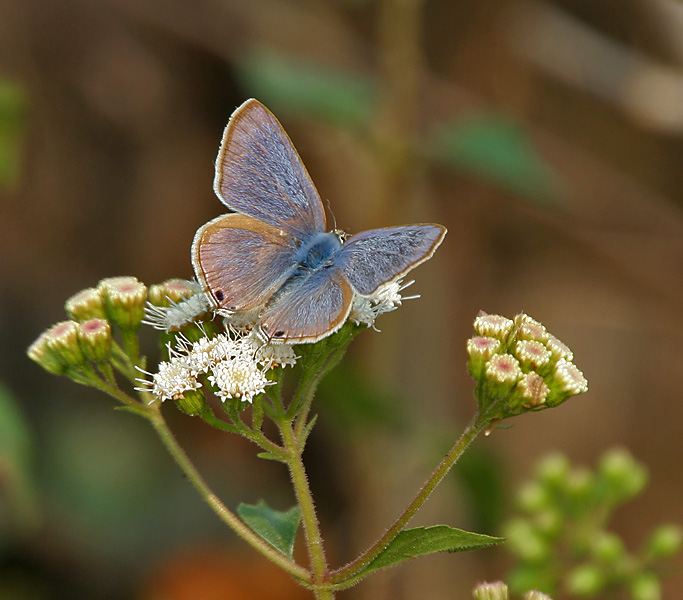
インド西ベンガル州のダージリンでヒマワリヒヨドリに止まる様子
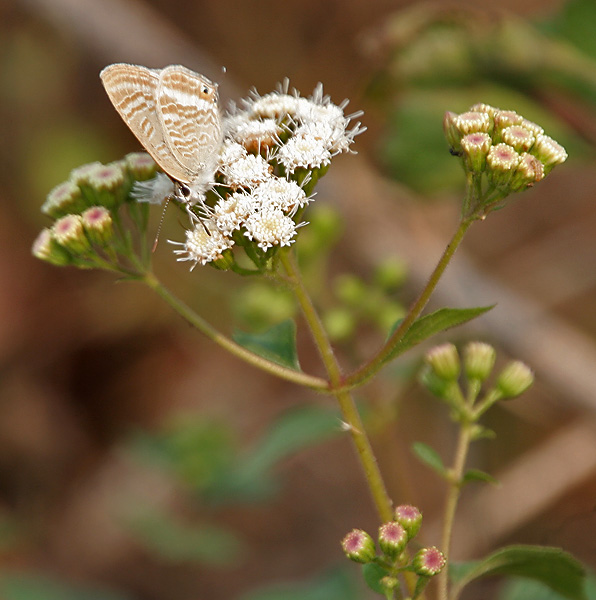
インド西ベンガル州のダージリンでヒマワリヒヨドリに止まる様子
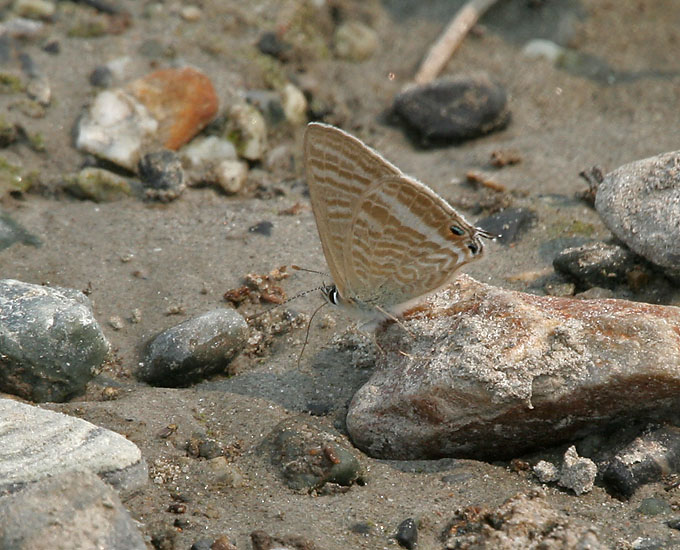
インド西ベンガル州のジャルパーイーグリー県にて
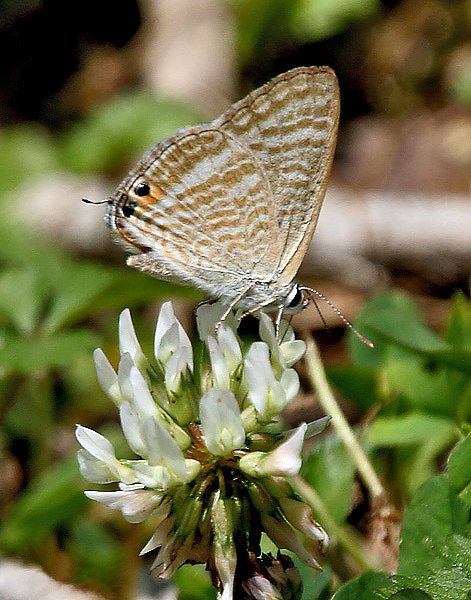
インドヒマーチャル・プラデーシュ州にて
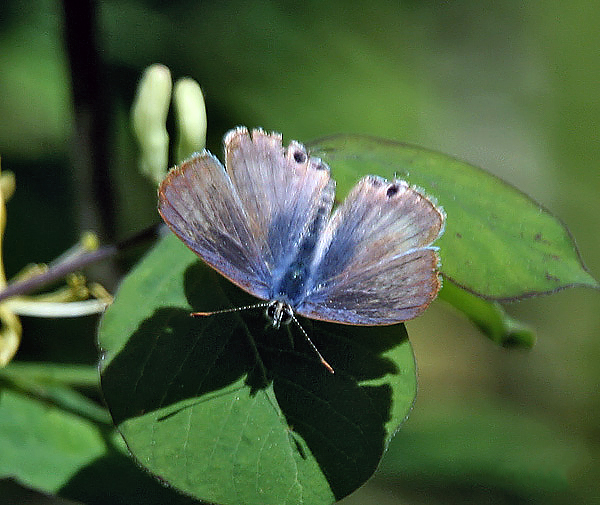
インドのヒマーチャル・プラデーシュ州にて
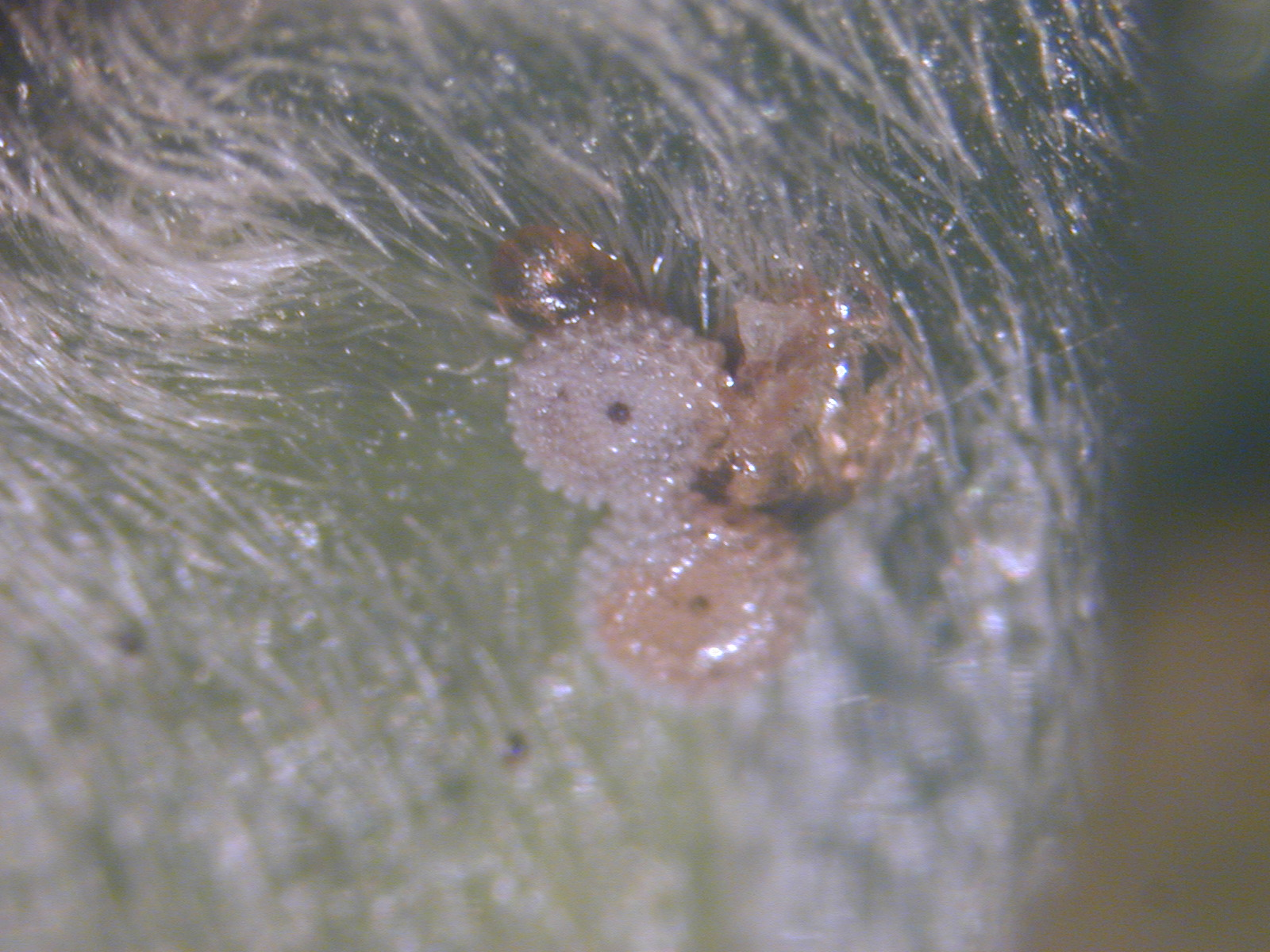
タチナタマメに生み付けられた卵

## 類似種
和名に「ウラナミシジミ」とつくチョウは他にもいる。これらの成虫はウラナミシジミと姿は似ていても属が異なり、食草などにもちがいがある。
ウスアオオナガウラナミシジミ Catochrysops panormus exiguus

ムラサキオナガウラナミシジミ C. strabo

シロウラナミシジミ Jamides alecto
前翅長は20mmほどでウラナミシジミよりだいぶ大きい。オスの翅の表側は空色で、黒い細い縁取りがある。メスの翅の表側は白みが強く縁取りが広い。幼虫はハナシュクシャなどショウガ科やカンナなどの蕾を食草とする。東南アジアの熱帯域に分布し、日本では1970年代から多く八重山諸島で記録されはじめ、2020年からは奄美大島でも記録されている。ただし奄美大島では冬には食草のショウガ科などの蕾がなくなるため、定着はできていないと考えられている。
ルリウラナミシジミ J. bochus Stoll, 1782
前翅長は15mmほど。名のとおり翅の表側の青みが強く、黒い縁取りがある。また、翅の裏側のしま模様は翅のつけ根で欠けている。オスは縁取りが狭く青色部分につやがあるが、メスは縁取りが広く青色部分につやがない。卵は泡に包まれる。幼虫はクロヨナなどのマメ科植物を食草とする。インドからオーストラリアまでの熱帯域に分布し、日本では石垣島や西表島には定着しているが、迷チョウとして西日本各地でしばしば記録されている。
ヒメウラナミシジミ Prosotas nora C.Felder, 1860
前翅長は15mm前後。翅の裏はウラナミシジミよりも褐色が濃い。翅の表はオスが青紫色で、メスが黒褐色をしている。ふつうは尾状突起がないが、尾状突起がある「有尾型」もいる。幼虫はモダマなどのマメ科植物を食草とする。インドからオーストラリアに分布し、日本では八重山諸島に分布する。
アマミウラナミシジミ Nacaduba kurava Moore, 1858
前翅長は15mmほど。オスの翅の表側は一様に暗い紫色をしている。メスの翅は褐色で、翅の中央部に青い部分があるが、オスよりも明るい青色をしている。幼虫はヤブコウジ科のモクタチバナなどを食草とする。九州南部から南西諸島、東南アジアにかけて分布する。
マルバネウラナミシジミ Petrelaea tombugensis Rober, 1886
オガサワラウラナミシジミという別名もある。翅の裏側は薄い青褐色の地に白線が多数ある。翅の表側はオスが一様に明るい水色だが、メスは褐色で、翅の中央部からつけ根にかけて水色部分がある。幼虫はシクンシ科のモモタマナを食草とし、花や若い果実を食べる。和名のとおり日本では小笠原諸島だけに分布するが、東南アジアにも分布している。